# Ola Ray
Pour les articles homonymes, voir Ola et Ray.
Martha Thomsen Teri Peterson
Ola Ray, née le 26 août 1960 à Saint-Louis, est un mannequin, une chanteuse et une actrice américaine, principalement connue pour son rôle de petite amie de Michael Jackson dans le clip Thriller en 1983.

## Biographie
Ola Ray est née le 26 août 1960 à Saint-Louis, dans le Missouri, dans une famille de neuf enfants. À 15 ans, sa mère Ruth se remarie avec James Moore, un soldat de l'US Air Force, et la famille déménage au Japon pour le suivre à la base de Yokota. Ola y commence une carrière de chanteuse et de mannequin, mais une fois revenue aux États-Unis en 1980, elle comprend qu'il sera difficile d'y percer du fait de sa taille (environ 1,57 m) qui est considérée plutôt petite pour le mannequinat. C'est alors qu'elle décide de poser pour Playboy, comme tremplin ; elle devient ainsi la playmate du mois pour le numéro de juin 1980, photographiée par Richard Fegley. Puis, repérée par Johnson Products, elle prête ses traits à leur produit Classy Curls, des soins capillaires conçus pour les cheveux crépus. Elle fait aussi des publicités à la télévision et en affichage pour Coca-Cola, McDonald's, des vêtements de sport, du lait, IBM, KFC, Lay's. En 1983, elle partage avec Michael Jackson la vedette de Thriller, le court métrage qui sert de clip à sa chanson Thriller.

## Filmographie

### Cinéma
- 1981 : Body and Soul (en) (Body and Soul) de George Bowers : une prostituée
- 1982 : Les Croque-morts en folie (Night Shift) de Ron Howard : Dawn
- 1982 : 48 Heures (48 Hrs.) de Walter Hill : une danseuse
- 1983 : Le Justicier de minuit (10 to Midnight) de J. Lee Thompson : Ola
- 1983 : L'Homme à femmes (The Man Who Loved Women) de Blake Edwards
- 1984 : New York, deux heures du matin (Fear City) d'Abel Ferrara : Honey
- 1987 : Le Chasseur de l'ombre (en) (The Night Stalker) de Max Kleven : Sable Fox
- 1987 : Le Flic de Beverly Hills 2 (Beverly Hills Cop II) de Tony Scott : une playmate
- 2019 : It Wants Blood! de James Balsamo : Madame Du Sang
- 2020 : Shooting Heroin (en) de Spencer Folmar : Helen

### Télévision
- 1984 : Automan (Automan), épisode Un nouveau départ (Murder MTV) : Joanne
- 1984 : Allô Nelly bobo (Gimme a Break!), épisode Le Club du 3e âge (The Center) : Deanna
- 1985 : Cheers (Cheers), épisode Un grand match (King of the Hill) : Andrea
- 1985 : What's Happening Now!! (en), épisode Married or Not : Paulette

### Clip vidéo
- 1980 : Give Me the Night (Give Me the Night) de George Benson : la compagne de George Benson
- 1983 : Thriller (Thriller) de Michael Jackson, clip réalisé par John Landis : la petite amie de Michael Jackson
- 2009 : Paparazzi de Lady Gaga, clip réalisé par Jonas Åkerlund : la policière